# 대한민국 형사소송법 제176조
대한민국 형사소송법 제176조는 당사자의 참여에 대한 형사소송법의 조문이다.

## 조문
제176조(당사자의 참여) ① 검사, 피고인 또는 변호인은 감정에 참여할 수 있다.
②제122조의 규정은 전항의 경우에 준용한다.

第176條(當事者의 參與) ① 檢事, 被告人 또는 辯護人은 鑑定에 參與할 수 있다.
②第122條의 規定은 前項의 境遇에 準用한다.

## 참고 문헌
- 손동권 신이철, 새로운 형사소송법(초판, 2013), 세창, 2013. ISBN 9788984114081